# Епанагога
Епанагога (грч.  — „повратак на ствар”) је византијски правни зборник из 886. године. Садржај Епанагоге углавном се базирао на регулисању односа и положаја цара и цариградског патријарха. Епанагогом су истакнута сва права и дужности које су имали цар и патријарх. 

## Историја
Епанагога представља зборник који је заменио Прохирон, та два зборника су веома слична. Епанагогу доноси Василије I баш као и Прохирон. Довршена је тек у време владавина његових синова Лава VI Мудрог (886-912) и Александра (912—913). Овај зборник је требао да послужи као припрема за велику будућу збирку закона. Са сигурношћу се не може тврдити да ли је Епанагога била само незванични нацрт или је ипак објављена као званични законик. Највећим делом она репродукује Прохирон, разликујући се од њега углавном распоредом грађе, али и извесним изменама и допунама. Она се чврсто ослања на претходни зборник који „пречишћава“, преноси из њега велики број одредби и чак се исто дели на 40 глава, од којих је последња посвећена кривичном праву, а претпоследња расподели ратног плена.
У односу на свог претходника, овај законик је био систематичнији, испуштајући неке делове из Прохирона, а додавајући елементе из Еклоге која потиче из иконоборачке Исавријске династије. У још већој мери него Прохирон, Епанагога користи озлоглашени законик Лава III, црпећи из њега и одредбе брачног права, док се Прохирон у овом делу држи Јустинијановог права и тек у даљим деловима почиње са позајмицама из Еклоге .